# Antoon van Tassis

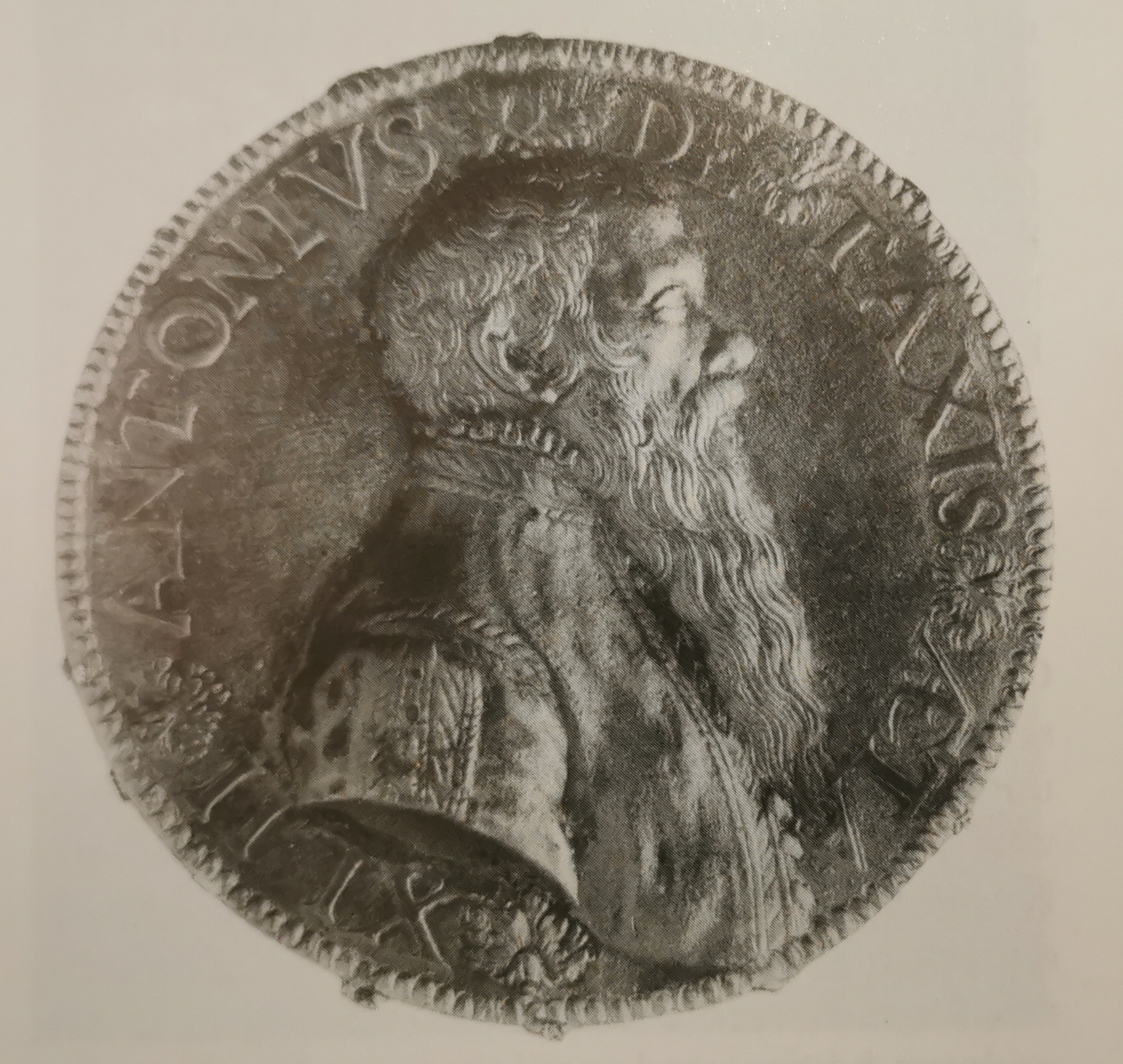
Portretmedaillon van Antonius de Taxis op 42-jarige leeftijd, geslagen door Jan Symons

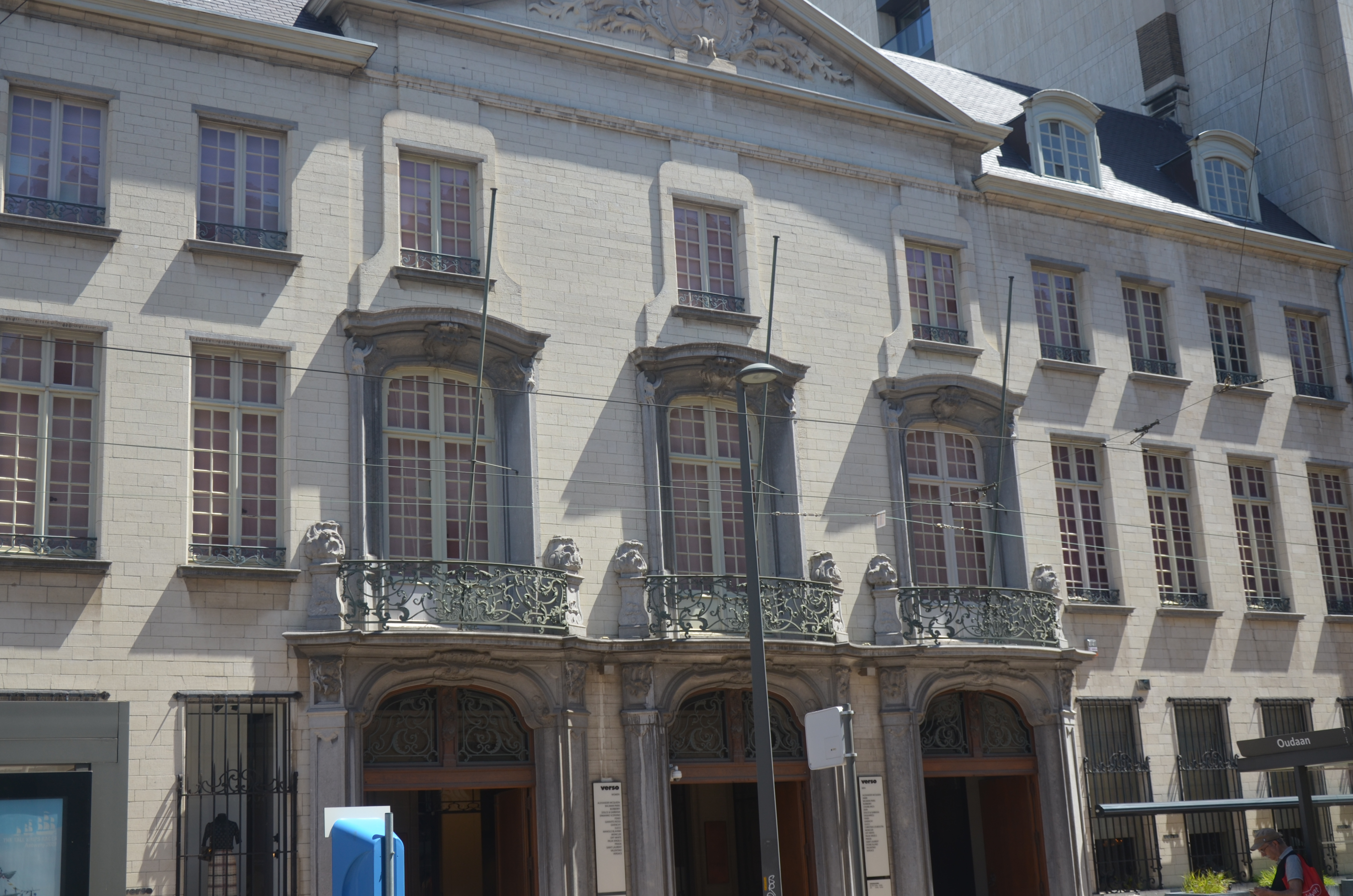
Voormalige 'intra muros' residentie van de Antwerpse postmeester (Lange Gasthuisstraat 9)

Antoon van Tassis, ook Antonio de Taxis en Antoine de Tassis (Innsbruck, 1509 – Antwerpen, 23 juli 1574) was postmeester in Antwerpen en stamvader van de plaatselijke tak van de familie Tassis.

## Leven
Hij was een buitenechtelijk kind van postmeester-generaal Jan Baptist van Tassis
en Barbara Walcher uit Innsbruck. Hij groeide op in de Nederlanden en ging dan studeren aan de Universiteit van Padua en aan de Universiteit van Bologna. Hij was in 1534 terug in de Nederlanden. In 1538 werd hij gewettigd door keizer Karel V en opgenomen in de erfelijke adel van het Heilig Roomse Rijk.
Zijn vader liet hem bij testament het bestuur van de Antwerpse post na, voor zover hij zijn halfbroer Frans II in Brussel erkende als leider van de Compagnia. De aanstellingsbrief van Karel V volgde op 31 december 1543 en zou in 1557 worden hernieuwd door koning Filips II van Spanje. Uiteindelijk nam Frans II slechts voor twee jaar over en was het met zijn opvolger Leonard I, een andere halfbroer, dat een verstandhouding moest worden gevonden. Dat dit niet vanzelfsprekend was, blijkt uit de processen die Leonard vanaf 1563 instelde om Antoon uit zijn ambt te ontzetten, ondanks de renteloze leningen die hij van hem had ontvangen. De te grote onafhankelijkheid van het Antwerpse subnetwerk was hem een doorn in het oog. Toch bleven de halfbroers zakelijk en familiaal on speaking terms.
De bruisende handelsstad aan de Schelde was een belangrijke schakel in het Europese postnet. Antoon van Tassis organiseerde verbindingen met Duitsland en Italië, en had het monopolie op de route naar Engeland.
Enige tijd voor zijn dood in 1574 maakte hij met zijn vrouw een testament op. Hij werd begraven in het koor van de Sint-Joriskerk. Zoals voorzien werd hij als postmeester opgevolgd door zijn oudste zoon Jan Baptist van Tassis, zij het wat schoorvoetend, en na diens dood aan de pest in 1586 door zijn tweede, meer gemotiveerde zoon Karel.

## Familie
Antoon van Tassis trouwde in 1542 met de adellijke Anna van Waelscappel, dochter van de burgemeester van Veere. Hun kinderen waren:
- Jan Baptist van Tassis (1543-1586), postmeester in Antwerpen 1574-1586
- Karel († 1610), getrouwd in 1579 met Catharina de Siclers, postmeester in Antwerpen 1586-1610
- Anna, getrouwd met Hendrik van't Sestich
- Sara (1555-1593), getrouwd met Gaspard Snoeck

Ze woonden in het Postmeestershuis (Lange Gasthuisstraat 9), dat Antoon in 1544 kocht van Gaspar Ducci, en kochten in 1548 ook het Postmeestershof in Berchem.

## Voetnoten
1. ↑  K.J. Bostoen, Dichterschap en koopmanschap in de zestiende eeuw. Omtrent de dichters Guillaume de Poetou en Jan vander Noot, 2016, p. 191-192